# Kungs-Barkarö landskommun
Kungs-Barkarö landskommun var en tidigare kommun i Västmanlands län.

## Administrativ historik
Kommunen inrättades i Kungs-Barkarö socken i Åkerbo härad i Västmanland när 1862 års kommunalförordningar trädde i kraft den 1 januari 1863.
Vid kommunreformen 1952 gick den upp i Kung Karls landskommun. Området tillhör sedan 1971 Kungsörs kommun.